# 皮利普切 (特諾皮爾州)
48°38′26″N 26°4′29″E / 48.64056°N 26.07472°E
皮利普切（羅馬化：Pylypche）是位於烏克蘭西部特諾皮爾州喬爾特基夫區伊萬內-普斯泰市鎮的村莊，處於尼奇拉瓦河畔，距離德涅斯特河0.5公里，面積6.5平方公里，海拔高度168米，2001年人口1,079。